# Liga Premier de Rusia 2019-20
La temporada 2019-20 fue la 28.ª edición de la Liga Premier de Rusia, la máxima categoría del fútbol en Rusia desde la disolución de la Unión Soviética. El campeonato comenzó el 13 de julio de 2019 y finalizó el 22 de julio de 2020, con un receso de invierno entre el 9 de diciembre de 2019 y el 29 de febrero de 2020. Entre el 17 de marzo y el 19 de junio la liga fue suspendida por la pandemia de COVID-19.
El Zenit de San Petersburgo revalidó el título conseguido la temporada anterior.

## Formato
Los 16 equipos jugarán un torneo de todos contra todos, por lo que cada equipo juega frente a los rivales dos veces, una como local y otra como visitante. Por lo tanto, se jugará un total de 240 partidos, con 30 partidos jugados por cada equipo.
Los equipos que hayan concluido en las posiciones 15 y 16 descenderán automáticamente a la FNL, mientras que los dos mejores equipos de la FNL conseguirán el ascenso. Por otra parte, los clubes de FNL situados en tercera y cuarta posición se enfrentarán a los clasificados en posición 13 y 14 de Liga Premier en los partidos de ida y vuelta de la promoción para obtener una plaza para la temporada 2020-21.

## Equipos participantes
Al igual que en la temporada anterior, 16 equipos jugarán en la temporada 2019-20. Después de la temporada 2018-19, el Anzhi Makhachkala y el Yenisey Krasnoyarsk descendieron a la Liga Nacional de Fútbol 2019-20. Fueron reemplazados por los dos primeros clubes de la Liga Nacional de Fútbol 2018-19, el FC Tambov y el PFC Sochi, ambos debutantes absolutos en la Liga Premier.

### Ascensos y descensos
| Pos. | Descendidos de la Liga Premier de Rusia 2018-19 |
| ---- | ----------------------------------------------- |
| 15.º | Anzhi Makhachkala                               |
| 16.º | Yenisey Krasnoyarsk                             |

| Pos. | Ascendidos de la Liga Nacional de Fútbol 2018-19 |
| ---- | ------------------------------------------------ |
| 1.º  | FC Tambov                                        |
| 2.º  | PFC Sochi                                        |

### Estadios y ciudades
| Club                      | Estadio                  | Ciudad          | Inauguración | Capacidad |
| ------------------------- | ------------------------ | --------------- | ------------ | --------- |
| FC Ajmat Grozni           | Ajmat Arena              | Grozni          | 2011         | 30,597    |
| PFC Arsenal Tula          | Estadio Arsenal          | Tula            | 1959         | 20,048    |
| PFC CSKA Moscú            | Arena CSKA               | Moscú           | 2016         | 30,000    |
| FC Dinamo Moscú           | VTB Arena                | Moscú           | 2019         | 27,000    |
| FC Krasnodar              | Estadio del FC Krasnodar | Krasnodar       | 2016         | 34,291    |
| PFC Krylia Sovetov Samara | Samara Arena             | Samara          | 2018         | 44,918    |
| FC Lokomotiv Moscú        | Estadio Lokomotiv        | Moscú           | 2002         | 28,800    |
| FC Orenburg               | Estadio Gazovik          | Oremburgo       | 2002         | 7,500     |
| FC Rostov                 | Rostov Arena             | Rostov del Don  | 2018         | 43,472    |
| FC Rubin Kazán            | Kazán Arena              | Kazán           | 2013         | 45,379    |
| FC Spartak de Moscú       | Otkrytie Arena           | Moscú           | 2014         | 45,360    |
| FC Ural Ekaterimburgo     | Estadio Central          | Ekaterimburgo   | 1940         | 35,000    |
| FC Zenit San Petersburgo  | Estadio Krestovski       | San Petersburgo | 2017         | 64,287    |
| PFC Sochi                 | Estadio Olímpico Fisht   | Sochi           | 2013         | 40,000    |
| FC Tambov                 | Mordovia Arena           | Saransk         | 2017         | 44,000    |
| FC Ufa                    | Estadio Neftyanik        | Ufá             | 1967         | 15,234    |

- El FC Tambov disputa sus compromisos de local en la ciudad de Saransk, ya que el Estadio Spartak de Tambov no cumple con las condiciones para la disputa de partidos de la Liga Premier.

### Cuerpo técnico y uniformes
| Club                   | Ciudad           | Entrenador          | Marca        | Patrocinador             |
| ---------------------- | ---------------- | ------------------- | ------------ | ------------------------ |
| Akhmat Grozny          | Grozny           | Rashid Rajímov      | Adidas       | Akhmat Foundation        |
| Arsenal Tula           | Tula             | Igor Cherevchenko   | Adidas       | SPLAV                    |
| CSKA Moscú             | Moscú            | Viktor Goncharenko  | Umbro        | Rosseti                  |
| Dynamo Moscú           | Moscú            | Dmitri Khokhlov     | Kelme        | VTB                      |
| FC Krasnodar           | Krasnodar        | Murad Musayev       | Puma         | 1XBET                    |
| Krylia Sovetov         | Samara           | Miodrag Božović     | Puma         | Parimatch                |
| Lokomotiv Moscú        | Moscú            | Yuri Semin          | Under Armour | RZhD                     |
| FC Orenburg            | Orenburg         | Vladimir Fedotov    | Adidas       | Gazprom Dobycha Orenburg |
| PFC Sochi              | Sochi            | Aleksandr Tochilin  | Nike         |                          |
| FC Rostov              | Rostov del Don   | Valeri Karpin       | Adidas       | TNS Energo               |
| Rubin Kazan            | Kazán            | Roman Sharonov      | Jako         | Nizhnekamskneftekhim     |
| Spartak Moscú          | Moscú            | Oleg Kononov        | Nike         | Lukoil                   |
| FC Tambov              | Tambov           | Aleksandr Grigoryan | Jako         |                          |
| FC Ufa                 | Ufá              | Vadim Evseev        | Joma         | Terra Bashkiria          |
| Ural Yekaterinburg     | Yekaterinburg    | Dmytro Parfenov     | Adidas       | Renova, TMK              |
| Zenit Saint Petersburg | Saint Petersburg | Sergei Semak        | Nike         | Gazprom                  |

### Cambio de entrenadores
| Club          | Entrenador saliente | fecha saliente           | Reemplazado por  |
| ------------- | ------------------- | ------------------------ | ---------------- |
| Spartak Moscú | Oleg Kononov        | 29 de septiembre de 2019 | Serhiy Kuznetsov |
| Akhmat Grozny | Rashid Rakhimov     | 30 de septiembre de 2019 | Igor Shalimov    |

## Clasificación
| Pos. | Equipo                    | Pts. | PJ | G  | E  | P  | GF | GC | Dif. | Clasificación o descenso                                                |
| ---- | ------------------------- | ---- | -- | -- | -- | -- | -- | -- | ---- | ----------------------------------------------------------------------- |
| 1    | Zenit San Petersburgo (C) | 72   | 30 | 22 | 6  | 2  | 65 | 18 | +47  | Clasifica a fase de grupos de Liga de Campeones de la UEFA 2020-21      |
| 2    | Lokomotiv Moscú           | 57   | 30 | 16 | 9  | 5  | 41 | 29 | +12  | Clasifica a fase de grupos de Liga de Campeones de la UEFA 2020-21      |
| 3    | Krasnodar                 | 52   | 30 | 14 | 10 | 6  | 49 | 30 | +19  | Tercera ronda clasificatoria de la Liga de Campeones de la UEFA 2020-21 |
| 4    | CSKA Moscú                | 50   | 30 | 14 | 8  | 8  | 43 | 29 | +14  | Clasifica a la fase de grupos de la Liga Europa de la UEFA 2020-21      |
| 5    | Rostov                    | 45   | 30 | 12 | 9  | 9  | 45 | 50 | −5   | Tercera ronda clasificatoria de la Liga Europa de la UEFA 2020-21       |
| 6    | Dinamo Moscú              | 41   | 30 | 11 | 8  | 11 | 27 | 30 | −3   | Segunda ronda clasificatoria de la Liga Europa de la UEFA 2020-21       |
| 7    | Spartak Moscú             | 39   | 30 | 11 | 6  | 13 | 35 | 33 | +2   |                                                                         |
| 8    | Arsenal Tula              | 38   | 30 | 11 | 5  | 14 | 37 | 41 | −4   |                                                                         |
| 9    | Ufa                       | 38   | 30 | 8  | 14 | 8  | 22 | 24 | −2   |                                                                         |
| 10   | Rubin Kazán               | 35   | 30 | 8  | 11 | 11 | 18 | 28 | −10  |                                                                         |
| 11   | Ural Ekaterimburgo        | 35   | 30 | 9  | 8  | 13 | 36 | 53 | −17  |                                                                         |
| 12   | Sochi                     | 33   | 30 | 8  | 9  | 13 | 40 | 39 | +1   |                                                                         |
| 13   | Ajmat Grozni              | 31   | 30 | 7  | 10 | 13 | 27 | 46 | −19  |                                                                         |
| 14   | Tambov                    | 31   | 30 | 9  | 4  | 17 | 37 | 41 | −4   |                                                                         |
| 15   | Krylia Sovetov Samara     | 31   | 30 | 8  | 7  | 15 | 33 | 40 | −7   | Descenso a Liga Nacional de Fútbol de Rusia 2020-21                     |
| 16   | Oremburgo                 | 27   | 30 | 7  | 6  | 17 | 28 | 52 | −24  | Descenso a Liga Nacional de Fútbol de Rusia 2020-21                     |

 Fuente: Russian Premier League
Criterios de clasificación: 1) Puntos; 2) Puntos entre sí; 3) Partidos ganados; 4) Diferencia goles; 5) Goles marcados.
Notas:
1. 1 2  Puntos enfrentamientos directos: Arsenal 4, Ufa 1.
2. 1 2  Puntos enfrentamientos directos: Rubin Kazán 4, Ural 1.
3. 1 2 3  Puntos enfrentamientos directos: Akhmat Grozny 8, Tambov 4, Krylia Sovetov Samara 4. Gol diferencia enfrentamientos directos: Akhmat Grozny +3, Tambov 0, Krylia Sovetov Samara −3.

### Resultados
| Local \ Visitante     | AKH | ARS | CSK | DYN | KRA | KRS | LOK | ORN | ROS  | RUB | SOC | SPA | TAM | UFA | URA | ZEN |
| --------------------- | --- | --- | --- | --- | --- | --- | --- | --- | ---- | --- | --- | --- | --- | --- | --- | --- |
| Ajmat Grozni          | —   | 1–1 | 0–4 | 2–3 | 1–0 | 1–1 | 0–2 | 2–1 | 1–1  | 1–1 | 1–1 | 1–3 | 1–1 | 0–1 | 0–0 | 1–1 |
| Arsenal Tula          | 1–3 | —   | 1–2 | 1–1 | 1–2 | 2–4 | 4–0 | 2–1 | 2–3  | 0–1 | 1–1 | 2–3 | 2–1 | 1–0 | 1–1 | 0–1 |
| CSKA Moscú            | 3–0 | 0–1 | —   | 0–1 | 3–2 | 1–0 | 1–0 | 2–1 | 1–3  | 1–1 | 0–0 | 2–0 | 2–0 | 0–0 | 1–1 | 0–4 |
| Dinamo Moscú          | 1–1 | 0–1 | 0–0 | —   | 1–1 | 2–0 | 1–2 | 0–1 | 2–1  | 0–1 | 2–3 | 0–2 | 1–0 | 0–0 | 2–0 | 0–2 |
| Krasnodar             | 4–0 | 2–0 | 1–1 | 0–2 | —   | 4–2 | 1–1 | 1–1 | 2–2  | 1–0 | 3–0 | 2–1 | 0–0 | 2–0 | 3–0 | 2–4 |
| Krylia Sovetov Samara | 2–4 | 2–3 | 2–0 | 0–0 | 0–0 | —   | 1–2 | 1–1 | 0–0  | 0–0 | 3–0 | 1–2 | 2–0 | 0–1 | 2–3 | 0–2 |
| Lokomotiv Moscú       | 1–0 | 2–1 | 2–1 | 1–2 | 1–1 | 1–1 | —   | 1–0 | 1–2  | 1–1 | 0–0 | 0–3 | 2–1 | 1–1 | 4–0 | 1–0 |
| Oremburgo             | 1–2 | 2–0 | 0–4 | 2–0 | 0–3 | 0–1 | 2–3 | —   | 0–0  | 2–1 | 1–1 | 1–3 | 2–2 | 0–0 | 0–3 | 0–2 |
| Rostov                | 2–1 | 2–1 | 3–2 | 3–0 | 1–1 | 1–0 | 1–3 | 2–1 | —    | 2–1 | 2–0 | 2–2 | 1–2 | 1–2 | 0–0 | 1–2 |
| Rubin Kazán           | 1–0 | 1–0 | 0–1 | 0–1 | 1–0 | 0–1 | 0–2 | 1–0 | 0–0  | —   | 0–3 | 1–2 | 2–1 | 0–0 | 0–0 | 1–2 |
| Sochi                 | 2–0 | 1–2 | 2–3 | 1–1 | 2–0 | 0–2 | 0–1 | 5–1 | 10–1 | 1–1 | —   | 1–0 | 1–2 | 0–0 | 2–0 | 0–2 |
| Spartak Moscú         | 3–0 | 0–1 | 2–1 | 0–0 | 0–1 | 2–0 | 1–1 | 1–2 | 1–4  | 0–0 | 1–0 | —   | 2–3 | 0–0 | 1–2 | 0–1 |
| Tambov                | 1–2 | 0–1 | 0–2 | 0–2 | 0–2 | 3–0 | 2–3 | 3–0 | 2–1  | 0–0 | 3–0 | 2–0 | —   | 3–0 | 1–2 | 1–2 |
| Ufa                   | 0–1 | 0–0 | 1–1 | 0–1 | 2–3 | 2–1 | 1–1 | 1–2 | 2–0  | 0–0 | 1–1 | 1–0 | 2–1 | —   | 1–1 | 1–0 |
| Ural Ekaterimburgo    | 3–0 | 1–3 | 0–3 | 2–1 | 2–4 | 1–3 | 0–1 | 1–2 | 2–2  | 1–2 | 3–1 | 0–0 | 2–1 | 3–2 | —   | 1–3 |
| Zenit San Petersburgo | 0–0 | 3–1 | 1–1 | 3–0 | 1–1 | 2–1 | 0–0 | 4–1 | 6–1  | 5–0 | 2–1 | 1–0 | 2–1 | 0–0 | 7–1 | —   |

## Goleadores
- Actualizado 8 de diciembre de 2019.
| Pos. | Jugador                  | Club                      | Goles |
| ---- | ------------------------ | ------------------------- | ----- |
| 1    | Artem Dzyuba             | FC Zenit Saint Petersburg | 11    |
| 2    | Eldor Shomurodov         | FC Rostov                 | 10    |
| 2    | Aleksandr Sobolev        | PFC Krylia Sovetov Samara | 10    |
| 4    | Grzegorz Krychowiak      | FC Lokomotiv Moscú        | 8     |
| 5    | Yevgeni Lutsenko         | FC Arsenal Tula           | 7     |
| 5    | Sardar Azmoun            | FC Zenit Saint Petersburg | 7     |
| 5    | Nikola Vlašić            | PFC CSKA Moscú            | 7     |
| 8    | Đorđe Despotović         | FC Orenburg               | 6     |
| 8    | Maximilian Philipp       | FC Dinamo Moscú           | 6     |
| 10   | Georgi Melkadze          | FC Tambov                 | 5     |
| 10   | Aleksei Ionov            | FC Rostov                 | 5     |
| 10   | Vladimir Obukhov         | FC Tambov                 | 5     |
| 10   | Fyodor Chalov            | PFC CSKA Moscú            | 5     |
| 10   | Aleksei Miranchuk        | FC Lokomotiv Moscú        | 5     |
| 15   | Magomed-Shapi Suleymanov | FC Krasnodar              | 4     |
| 15   | Sylvester Igboun         | FC Ufa / FC Dinamo Moscú  | 4     |
| 15   | Samuel Gigot             | FC Spartak Moscú          | 4     |
| 15   | Iván Ignátiev            | FC Krasnodar              | 4     |
| 15   | Marcus Berg              | FC Krasnodar              | 4     |
| 15   | Éder                     | FC Lokomotiv Moscú        | 4     |
| 15   | Yevgeni Markov           | FC Rubin Kazan            | 4     |
| 15   | Jordan Larsson           | FC Spartak Moscú          | 4     |

## Promoción de ascenso-descenso
Los equipos que terminen 15º y 16º serán relegados a la  FNL, mientras que los 2 mejores en esa liga serán promovidos a la Premier League para la temporada 2020–21.
Se esperaba que los equipos 13 ° y 14 ° de la Premier League jugaran los equipos 4 ° y 3 ° FNL respectivamente en dos juegos de playoffs con los ganadores asegurando los lugares de la Premier League para la temporada 2020-21. Debido a la suspensión de la temporada relacionada con COVID-19, esos playoffs fueron cancelados, quedando 13 y 14 equipos en la liga.